# Aïn Boucif
Aïn Boucif est une commune de la wilaya de Médéa en Algérie.

## Géographie
La commune est située dans l'extrême nord des hautes plaines centrales algériennes au piemont sud de l'Atlas tellien (mont de Titteri) à environ 154 km au sud d'Alger et à 80 km au sud-est de Médéa et à 29 km à l'ouest de Chellalet El Adhaoura.
| Tlatet Eddouar          | Rebaia                    | Sidi Ziane              |
| Ouled Maaref, El Ouinet | Aïn Boucif                | Kef Lakhdar, Sidi Damed |
|                         | Birine (Wilaya de Djelfa) |                         |